# Thermalisme dans les Vosges
Pour un article plus général, voir Liste des stations thermales françaises.

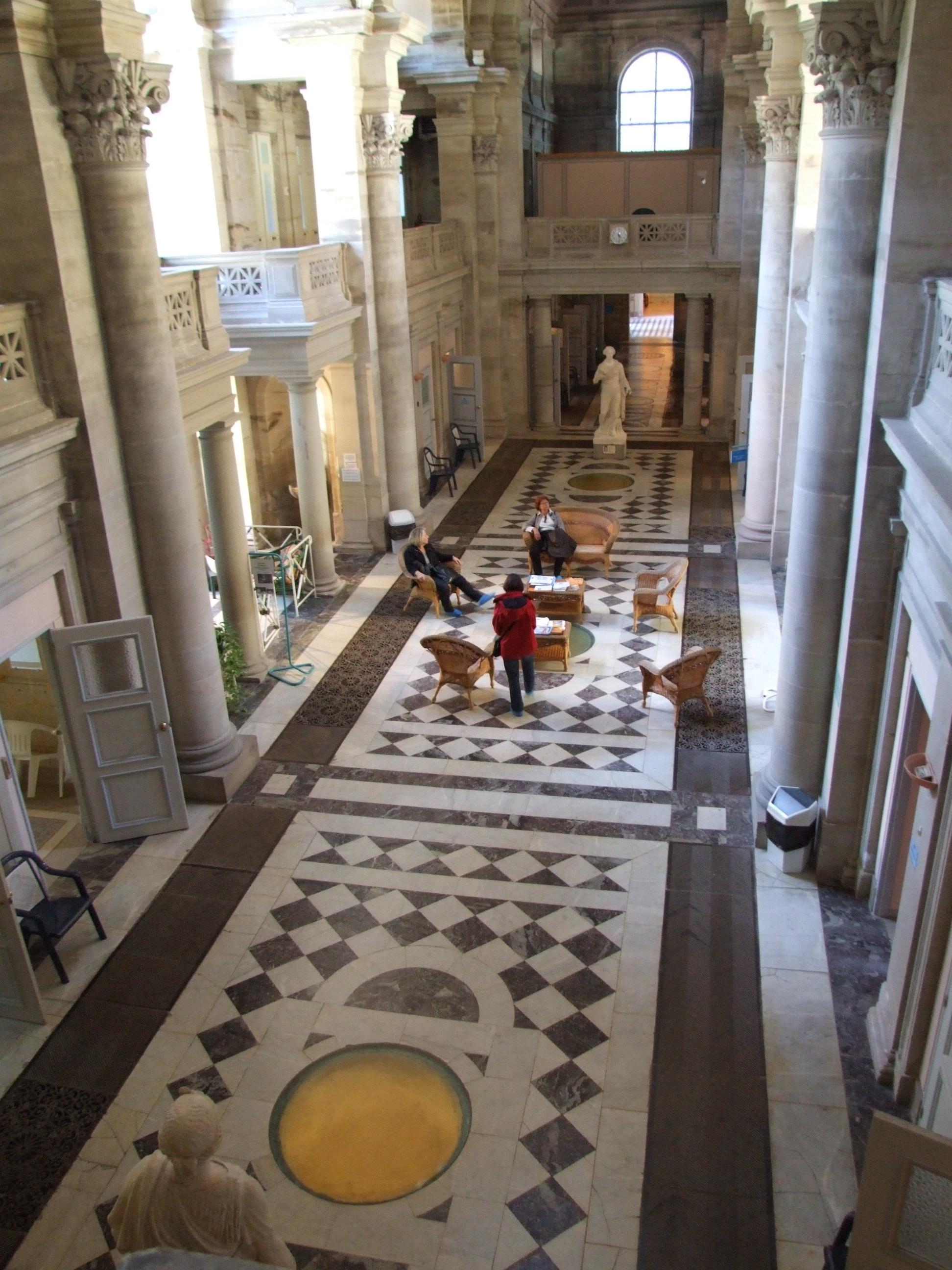
Thermes de Plombières.

Le thermalisme dans les Vosges est l’ensemble des activités liées à l’exploitation et à l’utilisation des eaux thermales à des fins récréatives ou de santé dans le département des Vosges.

## Description
Le département des Vosges a sur son territoire quatre stations thermales réputées dans les villes de Contrexéville, Vittel, Plombières-les-Bains, Bains-les-Bains.
Toutes ces villes sont bâties sur des points géologiques permettant l’émergence naturelle de ces eaux. Durant des centaines d’années, depuis le plissement hercynien de l’aire primaire et grâce à la roche spécifique des Vosges, ces sources ont suivi des parcours souterrains leur permettant de se charger fortement en minéraux. Elles sont apparues au cœur du massif des Vosges, protégées par des couches imperméables d’argile et de marne, elles sont riches en oligo-éléments et siliceuses.